# Antony Devotta
Antony Devotta (ur. 30 czerwca 1943 w San Thome, zm. 15 października 2019 w Tiruchirapalli) – indyjski duchowny rzymskokatolicki, w latach 2001–2018 biskup Tirucharapalli.

## Życiorys
Studiował filozofię i teologię w seminarium w Madrasie. Uzyskał także tytuł licencjata z teologii pastoralnej na Papieskim Uniwersytecie Laterańskim.
Święcenia kapłańskie przyjął 27 sierpnia 1971 i został inkardynowany do archidiecezji Madrasu i Myliaporu. Przez siedem lat pracował jako wikariusz parafii katedralnej. W 1981 został profesorem seminarium diecezjalnego, zaś w latach 1987-1993 pełnił funkcje proboszcza w Chingleput i Tambaran. W 1993 powrócił do pracy w seminarium, natomiast w 1995 został wikariuszem generalnym archidiecezji i proboszczem bazyliki katedralnej.

### Episkopat
16 listopada 2000 papież Jan Paweł II mianował go biskupem diecezji Tiruchirapalli. Sakry biskupiej udzielił mu 28 stycznia 2001 kard. Duraisamy Simon Lourdusamy.